# Stay with Me (canción de Sam Smith)
«Stay with Me» es una canción del cantante  británico Sam Smith. Fue lanzado el 25 de abril de 2014 como el tercer sencillo de su álbum debut In the Lonely Hour. Lideró la lista de sencillos del Reino Unido, convirtiéndose en su tercer número uno, el segundo como artista principal. Además encabezó las listas de Canadá, Irlanda y Nueva Zelanda. En los Estados Unidos, ocupó la segunda ubicación en el Billboard Hot 100 y lideró las listas Pop Songs y Adult Contemporary llegando a vender más de cuatro millones de copias.
El 2 de junio de 2014 se lanzó para los Estados Unidos una versión realizada por Darkchild acompañada de la cantante estadounidense Mary J. Blige. Esta versión ganó el premio Grammy a la grabación y canción del año, y estuvo nominada a la mejor interpretación pop solista.
Tras meses de disputa, Tom Petty y Jeff Lynne se agregaron como coautores de la canción ya que recibirán el 12.5% de las regalías que se generen por su difusión ya que se acordó con el abogado de Smith en otorgarles la acreditación en la composición debido a su similitud con la melodía de la canción «I Won't Back Down» de Tom Petty, originalmente editada en 1989.

## Vídeo musical
Fue dirigido por Jamie Thraves. El vídeo comienza mostrando a Sam saliendo de una casa para salir a caminar por las calles de Londres. Luego se sienta en una habitación interpretando la canción y posteriormente lo hace junto a un coro en una iglesia. El clip fue nominado a dos premios MTV Video Music Awards 2014 en las categorías Artist to watch y Mejor video masculino.

## Lista de canciones
| Descarga digital – EP |                                       |          |  |
| N.º                   | Título                                | Duración |  |
| 1.                    | «Stay with Me»                        | 2:52     |  |
| 2.                    | «Stay with Me» (Darkchild Version)    | 2:54     |  |
| 3.                    | «Stay with Me» (Shy FX Remix)         | 3:32     |  |
| 4.                    | «Stay with Me» (Wilfred Giroux Remix) | 4:39     |  |

| Descarga digital (Darkchild Remix) |                                                        |          |  |
| N.º                                | Título                                                 | Duración |  |
| 1.                                 | «Stay with Me» (con Mary J. Blige) (Darkchild Version) | 2:53     |  |
| 2.                                 | «Stay with Me» (Darkchild Version)                     | 2:54     |  |

## Posicionamiento en listas y certificaciones
| Listas (2014–15)                          | Mejor posición |
| ----------------------------------------- | -------------- |
| Alemania (Media Control AG)               | 11             |
| Australia (ARIA)                          | 5              |
| Austria (Ö3 Austria Top 40)               | 3              |
| Bélgica (Flandes) (Ultratop 50)           | 8              |
| Bélgica (Valonia) (Ultratop 50)           | 3              |
| Canadá (Hot 100)                          | 1              |
| Dinamarca (Tracklisten)                   | 3              |
| Escocia (Scottish Singles Top 40)         | 1              |
| Eslovaquia (Singles Digitál Top 100)      | 4              |
| España (Top 100 Canciones)                | 2              |
| Estados Unidos (Billboard Hot 100)        | 2              |
| Estados Unidos (Pop Songs)                | 1              |
| Estados Unidos (Adult Pop Songs)          | 1              |
| Estados Unidos (Adult Contemporary)       | 1              |
| Estados Unidos (Hot Dance Club Songs)     | 37             |
| Euro Digital Songs                        | 1              |
| Finlandia (OFC)                           | 14             |
| Francia (SNEP)                            | 6              |
| Hungría (Single Top 40)                   | 33             |
| Irlanda (IRMA)                            | 1              |
| Israel (Media Forest)                     | 1              |
| Italia (FIMI)                             | 6              |
| México (Billboard Inglés Airplay)         | 17             |
| Noruega (VG-lista)                        | 3              |
| Nueva Zelanda (Recorded Music NZ)         | 1              |
| Países Bajos (Dutch Top 40)               | 2              |
| Polonia (Polish Airplay Top 20)           | 1              |
| Portugal (Portugal Digital Songs)         | 5              |
| Reino Unido (UK Singles Chart)            | 1              |
| República Checa (Singles Digitál Top 100) | 6              |
| Suecia (Sverigetopplistan)                | 4              |
| Suiza (Schweizer Hitparade)               | 6              |

| País           | Lista (2014)                | Posición | Ref.   |
| -------------- | --------------------------- | -------- | ------ |
| Alemania       | Media Control Charts        | 35       | [ 40 ] |
| Australia      | ARIA Singles Chart          | 8        | [ 41 ] |
| Austria        | Austrian Singles Chart      | 44       | [ 42 ] |
| Bélgica        | Ultratop flamenca           | 35       | [ 43 ] |
| Bélgica        | Ultratop valona             | 58       | [ 44 ] |
| Canadá         | Canadian Hot 100            | 8        | [ 45 ] |
| Dinamarca      | Tracklisten                 | 10       | [ 46 ] |
| Estados Unidos | Billboard Hot 100           | 10       | [ 47 ] |
| Israel         | Media Forest                | 14       | [ 48 ] |
| Nueva Zelanda  | Recorded Music NZ           | 5        | [ 49 ] |
| Países Bajos   | Nederlandse Top 40          | 8        | [ 50 ] |
| Reino Unido    | The Official Charts Company | 7        | [ 51 ] |
| Suecia         | Sverigetopplistan           | 10       | [ 52 ] |
| Suiza          | Schweizer Hitparade         | 20       | [ 53 ] |

### Certificaciones
| País           | Organismo certificador | Certificación | Simbolización | Ventas    | Ref.   |
| -------------- | ---------------------- | ------------- | ------------- | --------- | ------ |
| Alemania       | BVMI                   | Platino       | ▲             | 300 000   | [ 54 ] |
| Austria        | IFPI Austria           | Oro           | ●             | 15 000    | [ 55 ] |
| Australia      | ARIA                   | 4× Platino    | 4▲            | 280 000   | [ 56 ] |
| Bélgica        | BEA                    | Oro           | ●             | 15 000    | [ 57 ] |
| Canadá         | Music Canada           | 4× Platino    | 4▲            | 320 000   | [ 58 ] |
| Estados Unidos | RIAA                   | 6× Platino    | 6▲            | 4 100 000 | [ 59 ] |
| Italia         | FIMI                   | 2× Platino    | 2▲            | 100 000   | [ 60 ] |
| México         | AMPROFON               | Oro           | ●             | 30 000    | [ 61 ] |
| Noruega        | IFPI Noruega           | 3× Platino    | 3▲            | 30 000    | [ 62 ] |
| Nueva Zelanda  | RMNZ                   | 3× Platino    | 3▲            | 45 000    | [ 63 ] |
| Países Bajos   | NVPI                   | 3× Platino    | 3▲            | 60 000    | [ 64 ] |
| Reino Unido    | BPI                    | 2× Platino    | 2▲            | 1 200 000 | [ 65 ] |
| Suecia         | IFPI Suecia            | 4× Platino    | 4▲            | 120 000   | [ 66 ] |
| Suiza          | IFPI Suiza             | Platino       | ▲             | 30 000    | [ 67 ] |

### Sucesión en listas
| Anterior: «Fancy» de Iggy Azalea con Charli XCX   | Recorded Music NZ — Sencillo Nro 1 19 de mayo de 2014 — 1 de junio de 2014           | Siguiente: «Nobody to Love» de Sigma    |
| Anterior: «Sing» de Ed Sheeran                    | Irish Singles Chart — Sencillo Nro 1 22 de mayo de 2014 — 11 de junio de 2014        | Siguiente: «Ghost» de Ella Henderson    |
| Anterior: «I Will Never Let You Down» de Rita Ora | UK Singles Chart — Sencillo Nro 1 25 de mayo de 2014 — 31 de mayo de 2014            | Siguiente: «I Wanna Feel» de SecondCity |
| Anterior: «Fancy» de Iggy Azalea con Charli XCX   | Canadian Hot 100 — Sencillo Nro 1 28 de junio de 2014 — 22 de agosto de 2014         | Siguiente: «Maps» de Maroon 5           |
| Anterior: «Rude» de Magic!                        | Billboard Pop Songs — Sencillo Nro 1 30 de agosto de 2014 — 12 de septiembre de 2014 | Siguiente: «Boom Clap» de Charli XCX    |

## Historial de lanzamiento
| Región         | Fecha               | Formato                                       | Sello           |
| -------------- | ------------------- | --------------------------------------------- | --------------- |
| Estados Unidos | 14 de abril de 2014 | Difusión en radios de Adult album alternative | Capitol Records |
| Estados Unidos | 14 de abril de 2014 | Difusión en radios de adult contemporary      | Capitol Records |
| Estados Unidos | 13 de mayo de 2014  | Difusión en radios de música contemporáneas   | Capitol Records |
| Reino Unido    | 18 de mayo de 2014  | Descarga digital                              | Capitol Records |
| Mundialmente   | 2 de junio de 2014  | Descarga digital (Darkchild remix)            | Capitol Records |